# Torshargs IP
Torshargs IP är en fotbollsanläggning i Torshälla i Eskilstuna kommun och hemmaarena för Torshälla-Nyby IS. Torsharg driftas av kommunen och anläggningen består av två 11-mannaplaner, en med gräsunderlag och en elupplyst konstgräsplan. Därtill finns en 9-mannaplan, tre 7-mannaplaner och tre 5-mannaplaner. Under många år spelade även TNIS bandylag sina hemmamatcher på Torsharg.